# Srpice
Srpice (Mecoptera) je skupina středního až drobného hmyzu se dvěma páry blanitých křídel (mohou chybět – Boreidae), kousacím ústním ústrojím na rypákovité hlavě a dlouhými nitkovitými tykadly. Samci v Česku běžného rodu Panorpa mají na zadečku charakteristické přichytávací klíšťkovité gonopody. Na světě žije asi 550 druhů, z Česka je udáván výskyt devíti druhů. Nejstarší nálezy fosilních srpic pocházejí již ze spodního permu.
Vnitřní skupinou srpic jsou blechy (Siphonaptera), které se vyznačují odlišnou morfologií získané díky parazitickému způsobu života. Dříve byly blechy klasifikovány jako samostatný řád, dnes víme, že jde o monofylum v rámci srpic.

## Charakteristika srpic

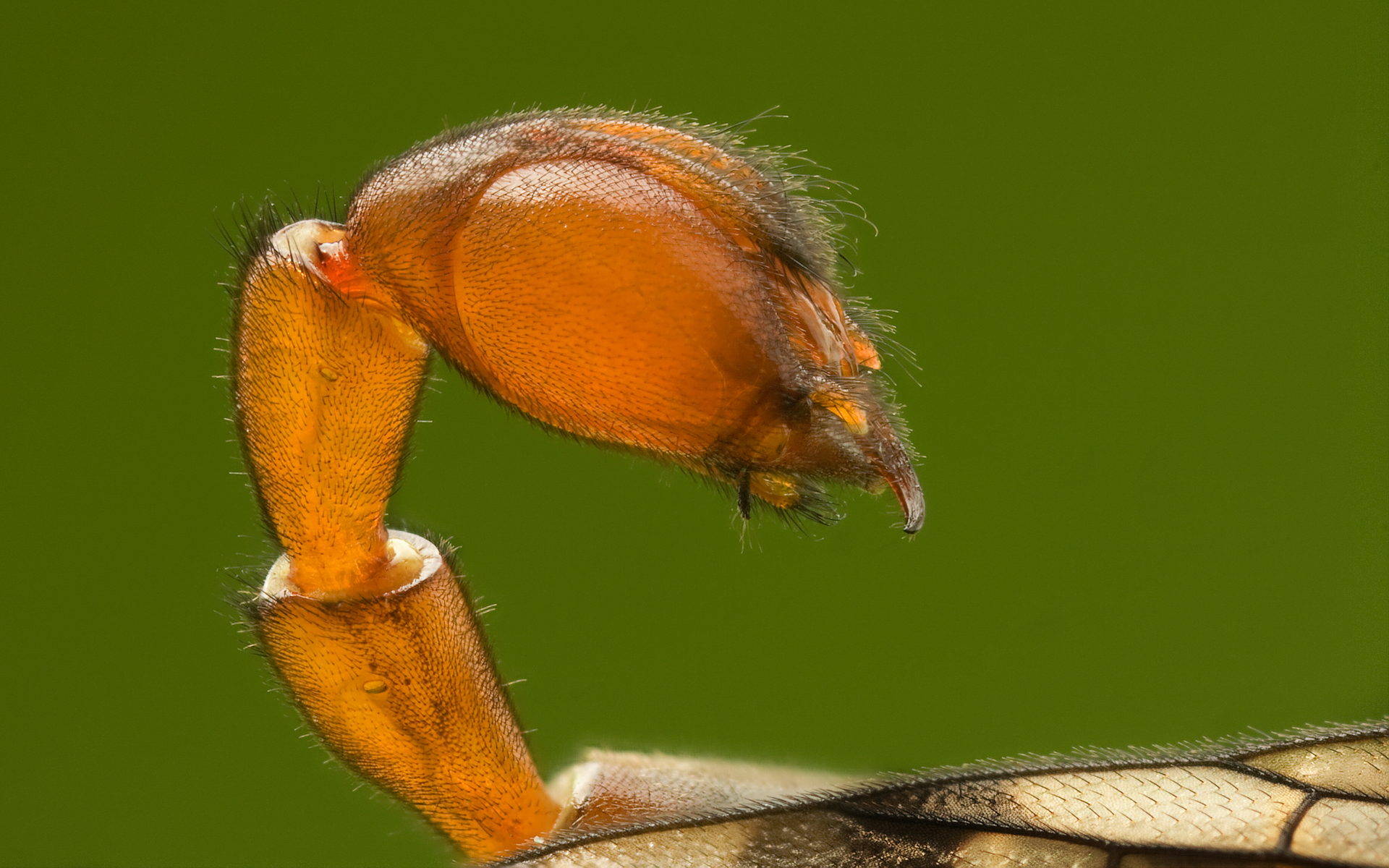
Samčí pohlavní orgán - gonopod

Většina srpic má rypákovitě prodlouženou hlavu s kousacím ústním ústrojím, dvě velké složené oči a většinou tři jednoduchá očka. Tykadla jsou dlouhá, mnohočlánková a nitkovitá. Hruď je srostlá ze tří článků. Nohy jsou dlouhé, kráčivé, s pětičlánkovými chodidly a výraznými drápky. Komárovci mají zadní nohy lapací. Dva páry blanitých, dlouhých, úzkých křídel s tmavými až žlutavými skvrnami, někdy tvořícími pásky; u některých druhů jsou křídla jednobarevně žlutohnědá. Zadeček je desetičlánkový, u samečků s klíšťkovitými gonopody. Kladélko není vyvinuto.
Morfologicky velice odlišné od zbytku srpic jsou bezkřídlé blechy (Siphonaptera) s výrazně pozměněnou stavbou těla, která je uzpůsobena k parazitickému způsobu života (viz Blechy).

## Způsob života

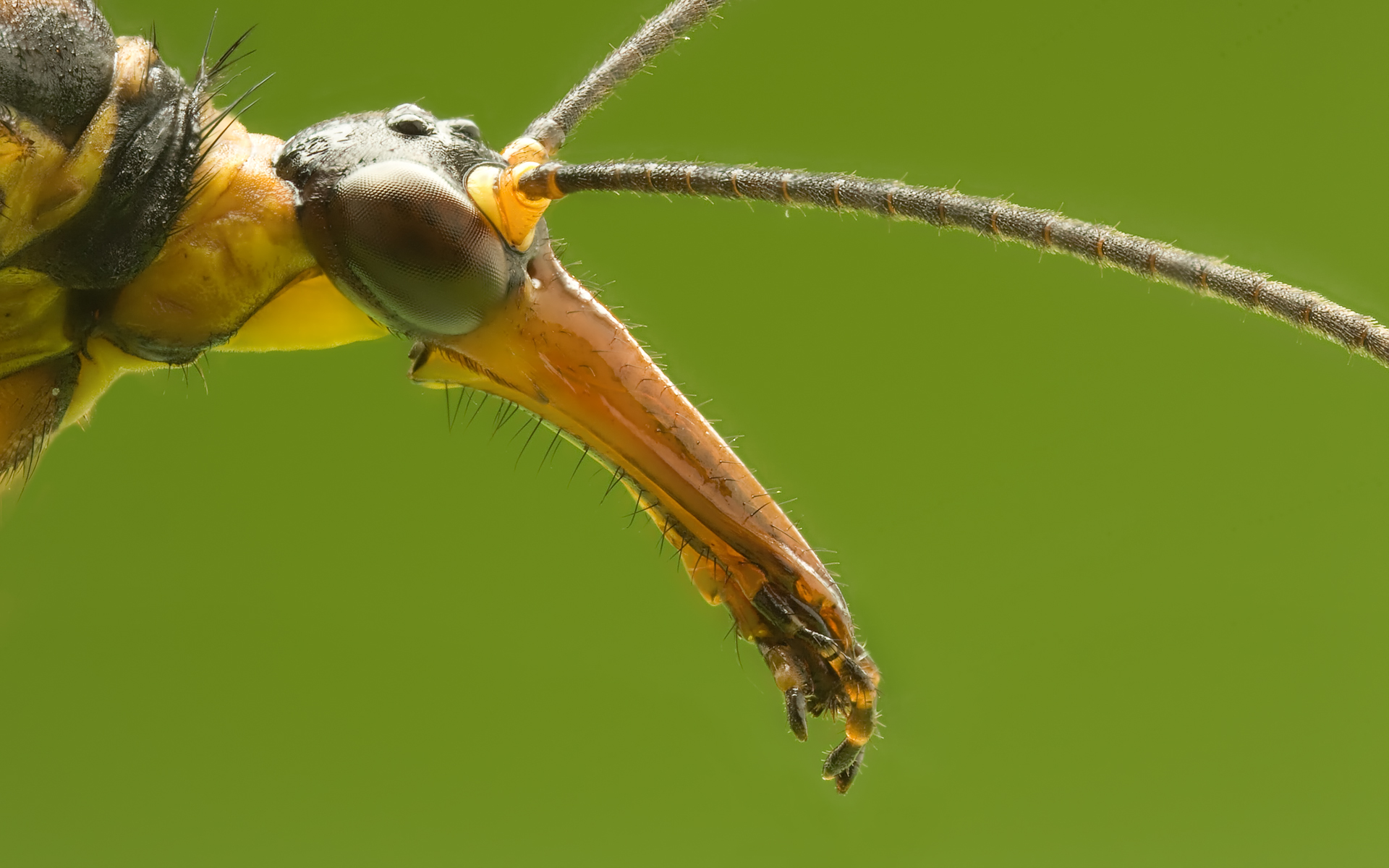
Ústní ústrojí srpice

Vajíčka kladou srpice většinou do mechu a půdy. Larvy housenicovitého tvaru se kuklí na zemi. Dospělci poletují přes den od května do září ve stinných křovinách kolem vody, nejčastěji v lesích. Sněžnice (Boreus) se vyskytují od října do března na sněhu a vlhkém mechu v lesích. Dospělé srpice se živí mrtvým i živým hmyzem.

## Druhy v Česku
- Boreidae, sněžnicovití
  - Boreus hiemalis, sněžnice matná

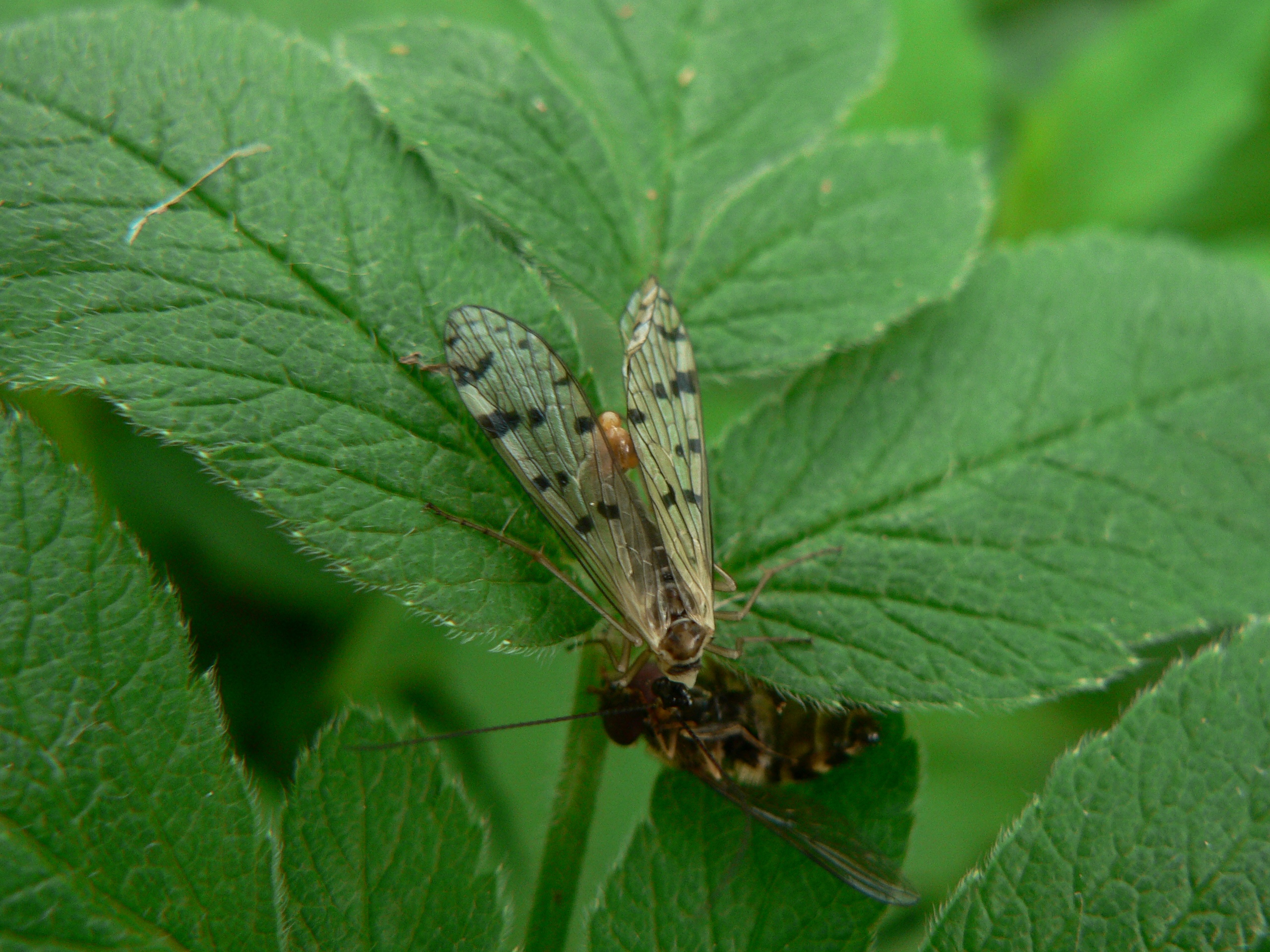
Srpice sněžná (Panorpa alpina), květen, Hrubý Jeseník

  - Boreus westwoodi, sněžnice lesklá
- Bittacidae, komárovcovití
  - Bittacus tipularius, komárovec tiplicovitý
  - Bittacus hageni – zjištěn poprvé v 80. letech 20. století na jižní Moravě[2]
- Panorpidae, srpicovití
  - Panorpa alpina, srpice sněžná
  - Panorpa communis, srpice obecná
  - Panorpa vulgaris, srpice běžná
  - Panorpa cognata, srpice rezavá
  - Panorpa hybrida, srpice ouškatá
  - Panorpa germanica, srpice skvrnitá
- Siphonaptera, blechy
  - viz samostatný článek Blechy